# Université Alioune Diop de Bambey
L'université Alioune Diop de Bambey (UADB) est un établissement public d'enseignement supérieur situé à Bambey dans la région de Diourbel, dans le centre-ouest du Sénégal.

## Historique
Créé en janvier 2007, le Collège universitaire régional (CUR) de Bambey se transforme en université en novembre 2009 (décret n° 2009-1221).
En août 2011, l'établissement prend le nom de « Université Alioune Diop de Bambey » (décret no 2011-1160), en hommage à Alioune Diop, intellectuel engagé et fondateur de la revue Présence africaine.

## Organisation
Composée de trois unités de formation et de recherche, l'UADB propose dix licences professionnelles :

### UFR et Institut
- UFR de santé et développement durable
- UFR de management et ingénierie juridique
- UFR de sciences appliquées et des technologies de l'information et de la communication
- Institut supérieur de formation agricole et rurale (ISFAR), ex ENCR de Bambey